# Ylajärv
Ylajärv är en sjö i Ljusdals kommun i Hälsingland och ingår i Dalälvens huvudavrinningsområde. Sjön är 9,3 meter djup, har en yta på 0,285 kvadratkilometer och befinner sig 529 meter över havet. Sjön avvattnas av vattendraget Skogssjöån.

## Delavrinningsområde
Ylajärv ingår i det delavrinningsområde (683345-143842) som SMHI kallar för Inloppet i Skogssjön. Medelhöjden är 536 meter över havet och ytan är 1,75 kvadratkilometer. Räknas de 2 avrinningsområdena uppströms in blir den ackumulerade arean 11,65 kvadratkilometer. Skogssjöån som avvattnar avrinningsområdet har biflödesordning 3, vilket innebär att vattnet flödar genom totalt 3 vattendrag innan det når havet efter 442 kilometer. Avrinningsområdet består mestadels av skog (79 procent). Avrinningsområdet har 0,29 kvadratkilometer vattenytor vilket ger det en sjöprocent på 16,4 procent.